# August von Pelzeln
August von Pelzeln, född 10 maj 1825 i Prag, död 2 september 1891 i Oberdöbling, var en österrikisk ornitolog.
Auktorsnamnet Pelzeln kan användas för August von Pelzeln i samband med ett vetenskapligt namn inom zoologin; se Wikipedia-artiklar som länkar till auktorsnamnet.